# Calophasia andina
Calophasia andina är en fjärilsart som beskrevs av Köhler 1979. Calophasia andina ingår i släktet Calophasia och familjen nattflyn. Inga underarter finns listade i Catalogue of Life.